# カパーケリー

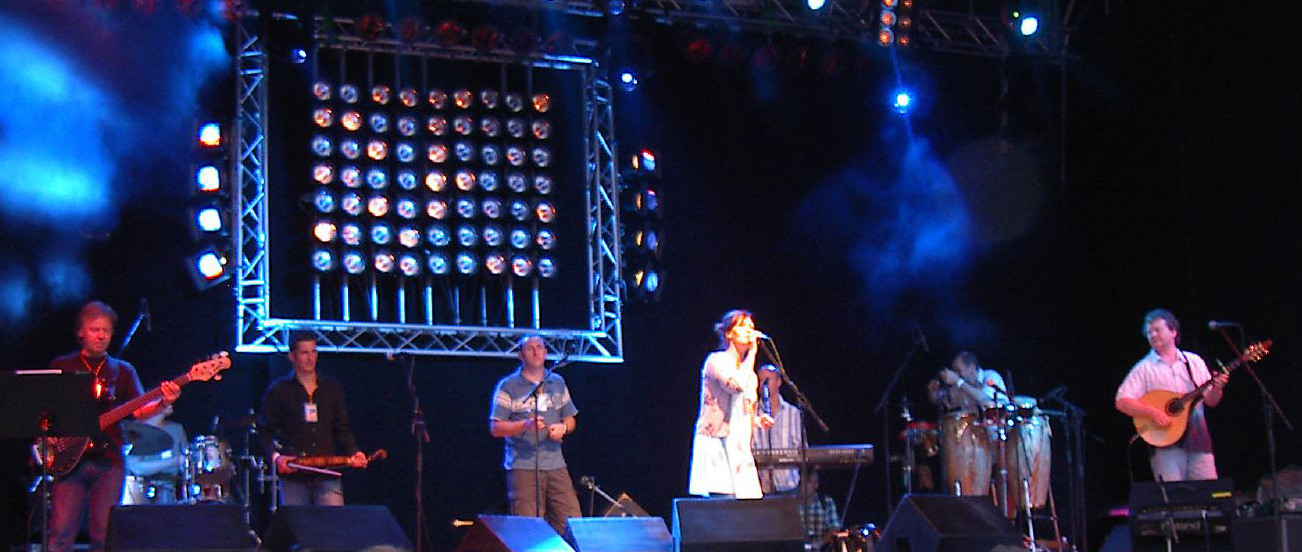
ドイツ・ニュルンベルクの音楽祭にて（2005年）

カパーケリー（Capercaillie）はドナルド・ショー(Donald Shaw)により1980年代に設立され、カレン・マシスン(Karen Matheson)がヴォーカルを務めるスコットランド民族音楽バンド。バンド名はヨーロッパオオライチョウを意味する。日本版CDでも東芝EMI（当時）によるものでは「カパケリ」と表記される。
1984年に最初のアルバムCascadeをレコード。1992年のEP A Prince Among Islandsはスコットランド・ゲール語によるレコードで初めてUK Top 40シングルチャートに載った。他のシングルDark Alan (Alein Dunn)では65位、Secret Peopleは40位、To the Moonは41位になった。彼らは現代的制作手法を用い、伝統の歌詞をドラムンベースと合わせるなど音楽の形式を混合したりして伝統的ゲール音楽をポピュラーにしていった。

## ディスコグラフィー

### スタジオアルバム
- 1984: Cascade
- 1987: Crosswinds（クロスウィンズ）
- 1988: The Blood is Strong（ブラッド・イズ・ストロング）
- 1989: Sidewaulk（サイドウォーク）
- 1991: Delirium（ディリリアム）
- 1992: Get Out（ゲット･アウト）
- 1993: Secret People（シークレット・ピープル～静かなるゲール）
- 1994: Capercaillie（カパーケリー）
- 1996: To the Moon（トゥー・ザ・ムーン）
- 1997: Beautiful Wasteland（美しき荒廃地）
- 1998: Glenfinnan (Songs of the '45)（グレンフィナン）
- 2000: Nàdurra（ナチュラル）
- 2002: Choice Language
- 2008: Roses and Tears

### ライヴアルバムおよびコンピレーション
- 1998: Dusk Till Dawn: The Best of Capercaillie（ベスト～日暮れから夜明けまで）
- 2002: Capercaillie Live in Concert
- 2004: Grace and Pride: The Anthology 2004-1984

## メンバー
- カレン・マシスン（Karen Matheson） — ヴォーカル
- ドナルド・ショー（Donald Shaw） — キーボード、アコーディオン
- チャーリー・マッケロン（Charlie McKerron） — フィドル
- マイケル・マックゴールドリック（Michael McGoldrick） — フルート、ホイッスル、イーリアンパイプ
- マナス・ラニー（Manus Lunny） — ブズーキ、ギター
- イーワン・ヴァーナル（Ewen Vernal） — バス
- チェ・ベアスフォード（Che Beresford） — ドラムス
- デイヴィッド・チンプ・ロバートソン（David Chimp Robertson） — パーカッション

### 元メンバー
- マーク・ダフ（Marc Duff） — バウラーン、ホイッスル、ウインドシンセサイザー、 ラウシュプファイフェ
- ジョン・セイク（John Saich） — バス、ギター
- ジェイムズ・マッキントッシュ（James Mackintosh） — ドラムス
- ショーン・クレイグ（Shaun Craig） — ギター、ブズーキ
- マーティン・マクロード（Martin MacLeod） — バス、フィドル
- ジョアン・マクラクラン（Joan Maclachlan） — フィドル、ヴォーカル